# 3라디오 북카페
3라디오 북카페는 KBS 3라디오에서 방송했던 라디오 독서 프로그램이다.

## 역사
2005년 10월 30일에 첫방송을 시작했으며, 원래는 오후 4시에 방송됐으나, 2008년 11월 23일부터 낮 1시로 시간대를 이동하여 방송하다가, 2011년 11월 6일 방송을 6년 만에 마지막으로 폐지되었다.

## 역대 방송시간
| 방송 채널   | 방송 기간                           | 방송 시간                         |
| ----------- | ----------------------------------- | --------------------------------- |
| KBS 3라디오 | 2005년 10월 30일 ~ 2008년 11월 16일 | 매주 일요일 오후 4:00 ~ 오후 5:00 |
| KBS 3라디오 | 2008년 11월 23일 ~ 2011년 11월 6일  | 매주 일요일 낮 1:00 ~ 오후 2:00   |

## 역대 진행자
- 2005년 10월 30일 ~ 2007년 4월 15일 : 박영주 아나운서
- 2007년 4월 22일 ~ 2009년 10월 25일 : 김진희 아나운서
- 2009년 11월 1일 ~ 2011년 11월 6일 : 태의경 아나운서